# 関西線 (名古屋地区)
本項では関西線（かんさいせん）とも呼ばれる関西本線（かんさいほんせん）のうち、東海旅客鉄道（JR東海）が管轄する愛知県名古屋市中村区の名古屋駅から三重県亀山市の亀山駅までの区間について記述する。

## 概要
愛知県から三重県の北勢・中勢地方を結ぶ。名古屋駅 - 四日市駅間では近畿日本鉄道（近鉄）の名古屋線と並走しており、近鉄との競争が激しい区間である。名古屋駅 - 河原田駅間は紀勢本線に付随する路線と化し、伊勢・南紀方面に向かう快速や特急が通過する一方で、河原田駅 - 亀山駅間は通勤・通学輸送に徹している。
競合路線である近鉄名古屋線が全線複線でかつ三重県最大都市である四日市市の中心市街地に近鉄四日市駅を構えている一方、JR関西本線は単線区間が多く残っていることから輸送力が低い上、JR四日市駅の位置が中心部から外れている関係などで近鉄より利用者数が少なく、運行本数や所要時間の面で劣勢となっている。しかし、JR発足後の設備向上や一部複線化によってラッシュ時の増発が可能となり、河原田駅から伊勢鉄道伊勢線経由で鳥羽駅方面と直通する快速「みえ」を設定するなどして近鉄に対抗している。運賃も特定区間運賃を設定して近鉄より安くなっており、輸送量はJR発足当時と比較して1999年ダイヤ改正後の時点で3倍の伸び率となっている。名古屋駅 - 四日市駅間では日本貨物鉄道（JR貨物）による貨物列車も運行される。1992年の運輸政策審議会平成4年答申第12号では、名古屋駅 - 南四日市駅間を完全に複線化するという計画があり、1993年に一部区間が複線化されたが、それ以降は実施されていない。

### 路線データ
- 管轄 ：
  - 東海旅客鉄道（第一種鉄道事業者）
    - 全区間、JR東海東海鉄道事業本部の管轄。

  - 日本貨物鉄道（第二種鉄道事業）
- 路線距離（営業キロ） ： 名古屋駅 - 亀山駅間 59.9km
- 軌間 ： 1,067mm
- 駅数 ： 19（起終点駅含む）
- 複線区間 ：
  - 名古屋駅 - 笹島信号場間
  - 弥富駅 - 桑名駅間
  - 朝明信号場 - 富田駅間
  - 富田浜駅 - 四日市駅間
  - 南四日市駅 - 河原田駅間
- 電化区間 ： 全区間（直流1500V）
- 閉塞方式 ： 自動閉塞式
- 運転指令所 ： 東海総合指令所
- 最高速度 ：
  - 名古屋駅 - 河原田駅間：120km/h
  - 河原田駅 - 亀山駅間：95km/h
- 保安装置 ： ATS-PT
  - ただし、亀山駅構内はATS-STを併設している。
- IC乗車カード対応区間 ： 名古屋駅 - 亀山駅間[2]
- 2023年度の混雑率：118%（八田駅→名古屋駅 7:47-8:46）[3]

## 沿線概況
名古屋駅を南向きに出発した列車は、名古屋車両区への回送線および名古屋臨海高速鉄道あおなみ線とともに右に曲がり、東海道本線などから離れる。左側にはかつて笹島駅（貨物）であった跡地が広がる。右側を走っていたあおなみ線が頭上を越えて左側に移ると、進行方向右側には名古屋車両区が広がる。最初に関西鉄道が開業した「愛知駅」はここに位置した。名古屋高速5号万場線をアンダークロスした後、高架となり、あおなみ線が左へ離れていくと、間もなく八田駅に着く。その後、庄内川橋梁の手前で近鉄名古屋線をアンダークロスし、国道302号を乗り越えると2001年に新設された春田駅に着く。その後、蟹江駅、永和駅を経て弥富駅に到着する。弥富駅では名鉄尾西線と接続する。同駅から桑名駅までは近鉄線と並行する。木曽川を渡ると三重県に入り、長島駅を経て長良川と揖斐川を渡る。この区間は1959年の伊勢湾台風で甚大な被害を受けた。また、この付近で近鉄名古屋線の旧線跡が垣間見える。桑名駅に着く手前で関西本線が近鉄線を潜る。
桑名駅は近鉄名古屋線のほか、養老鉄道養老線や三岐鉄道北勢線と接続する。三岐鉄道北勢線を潜り、朝明信号場で複線になった後、近鉄名古屋線と併走しながらカーブして朝日町に入り、東芝の工場の手前で近鉄線と離れ朝日駅に。伊勢湾岸自動車道を潜る手前で四日市市に入り、三岐鉄道三岐線と近鉄線を潜り富田駅に着く。三岐鉄道と貨物列車の連絡が行われており、駅東側に貨物ヤードが広がる。
この駅は三岐鉄道の基地でもあり、東口を出た先には本社ビルがある。ここから先は四日市の工場地帯となり、大小の工場や事業所などが広がる。国道1号・国道23号と寄り添い、富田浜駅を経て四日市駅に着く。四日市駅は市名を冠した駅であるが、市の中心駅は実質的に近鉄四日市駅である。塩浜駅への貨物線が分岐する貨物列車の一大拠点であり、貨車が多く置かれている。
四日市駅の次の南四日市駅を過ぎ、工業地帯を抜けると河原田駅に着く。同駅では伊勢鉄道と接続し、途中で単線が上下線から別れその間を走って駅に着く。伊勢鉄道のホームは築堤上にあり、跨線橋で結ばれている。名古屋駅発の特急「南紀」や快速「みえ」などの列車はこの駅から伊勢鉄道へ乗り入れ、津駅を経て鳥羽駅、新宮駅、紀伊勝浦駅に向かう。
河原田駅から単線区間になる。車窓は田園風景となり民家も少なく、鈴鹿山脈の南端に沿って小高い山の裾を廻る。鈴鹿市に入り、線路の南に沿って流れる鈴鹿川の水面が現れる。河曲駅を過ぎ、次の加佐登駅では駅の北側斜面に民家が密集し南にコンクリート工場がある。亀山市に入り、近くに団地のある井田川駅を過ぎると堤防に遮られて鈴鹿川が見えなくなる。水田が散在する中、左手から紀勢本線が合流して亀山駅に着く。駅前は雑居ビルが建つものの市街地の中心ははっきりしない。丘陵地にあり、南に鈴鹿川、北に台地が控え、またかつての亀山城の櫓がわずかに残る。亀山駅はJR東海の管轄駅であり、JR西日本区間との境界駅である。3面5線の構造で、紀勢本線と接続するが、多くの急行が行き交った頃の面影はない。

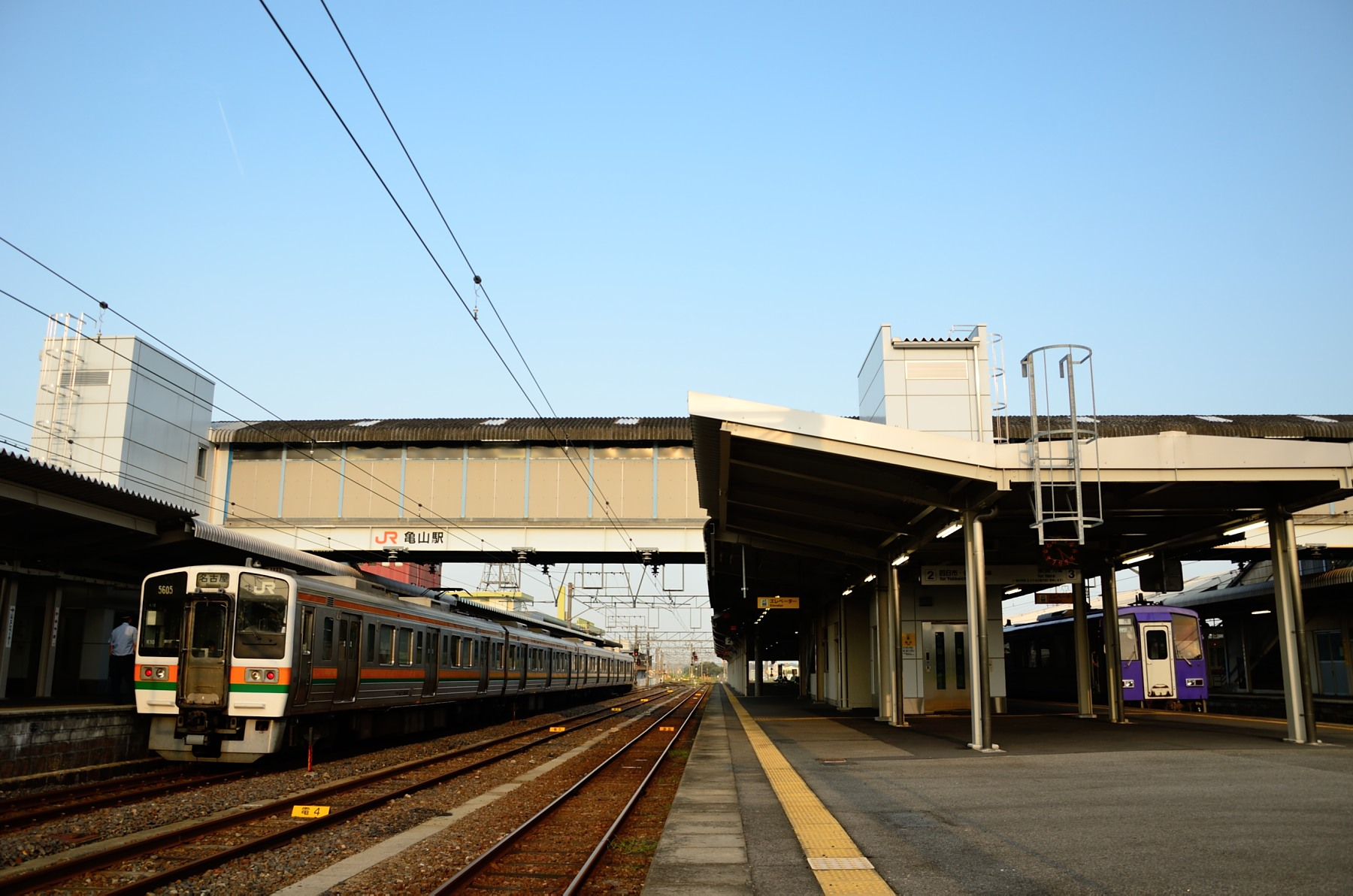
電化されている名古屋地区と非電化区間との境目である亀山駅

## 運行形態
| 種別＼駅名 | 名古屋 | …   | 四日市 | 四日市 | …   | 河原田 | 河原田    | …         | 亀山      |
| ---------- | ------ | --- | ------ | ------ | --- | ------ | --------- | --------- | --------- |
| 快速みえ   | 1本    | 1本 | 1本    | 1本    | 1本 | 1本    | →伊勢鉄道 | →伊勢鉄道 | →伊勢鉄道 |
| 快速       | 1本    | 1本 | 1本    | 1本    | 1本 | 1本    | 1本       | 1本       | 1本       |
| 普通       | 2本    | 2本 | 2本    |        |     |        |           |           |           |
| 普通       |        |     |        | 1本    | 1本 | 1本    | →伊勢鉄道 | →伊勢鉄道 | →伊勢鉄道 |

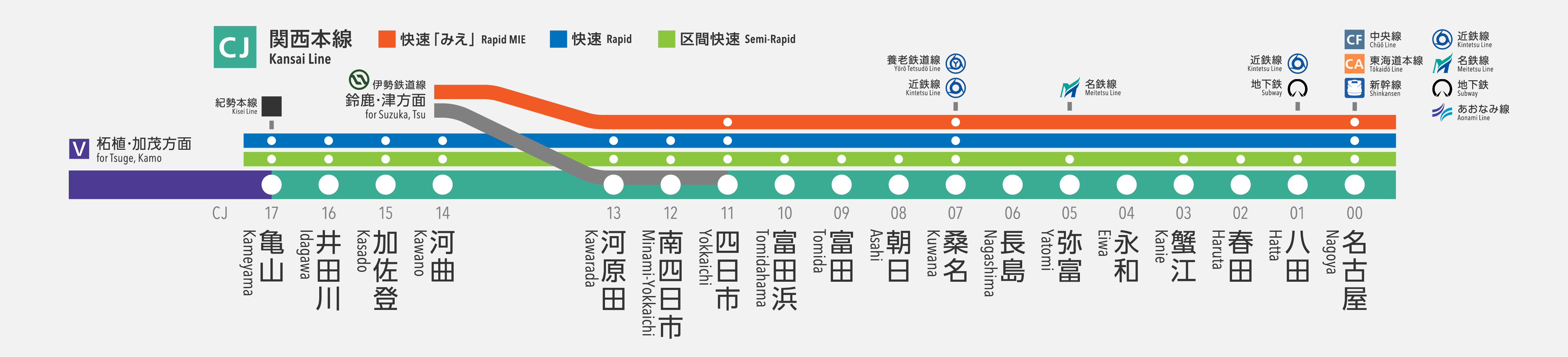
停車駅

以下では、名古屋駅 - 亀山駅間の運行形態について解説する。
この区間には伊勢鉄道伊勢線直通の快速「みえ」と愛称なしの快速・区間快速・普通の4種別が設定されている。ほかに優等列車として伊勢鉄道伊勢線経由で名古屋駅と紀勢本線の新宮駅・紀伊勝浦駅とを結ぶ特急「南紀」が1日に4往復運行されている。西日本旅客鉄道（JR西日本）の管轄となる亀山駅以西（柘植・伊賀上野方面）への直通定期列車は、2006年3月18日の急行「かすが」の廃止を最後に運行されていない。
日中時間帯は1時間に4本（四日市駅 - 亀山駅間は1 - 2本）の運行である。その内訳は快速「みえ」と、名古屋駅 - 亀山駅間の快速（ただし、四日市駅 - 亀山駅間は例外なく各駅に停車）が1本ずつ、名古屋駅 - 四日市駅間の普通が2本である。「みえ」を除く普通・快速はほぼ全列車2両編成のワンマン運転（列車番号の末尾がGの列車）である。なお、ワンマン運転の場合において長島駅以西の無人駅では原則車内精算を行う。ただし名古屋駅 - 弥富駅では2021年2月1日以降全ての駅に自動改札機が設置されているため車内精算は行わずホーム側の全てのドアが開き、駅収受となっている。
上りは平日のみ7 - 8時に亀山発の区間快速が3本運行されており、桑名駅で見るとピークとなる7時30分から8時30分では1時間あたり最大となる8本が運行されている。2006年3月18日改正で桑名発名古屋行きが新たに4本増発され、春田駅や蟹江駅では22時台で5本運行されている。
下りは毎日19 - 22時の間には快速亀山行きが2006年3月18日から3本増発され5本の運行となり、2009年3月14日に区間快速に変更されて現行ダイヤに至っている。終電は名古屋発23時台終わりの四日市駅行き普通列車（車掌乗務有）となっており、0時台後半に四日市駅に到着する。この列車は東京発名古屋行きの東海道新幹線最終「ひかり」から接続しており、弥富駅や桑名駅まで向かうことが可能である。
単線区間が多いことから、途中駅や信号場で列車交換（行き違い）が行われる。旅客列車同士の待避（追い抜き）は日中は行われておらず、先発列車が終着駅まで先に到着するが、朝や夕方・夜間は一部の列車が八田駅・桑名駅・富田駅（下りのみ）のほか、白鳥信号場で待避を行っている。一部の臨時列車は南四日市駅 (下りのみ) などでも待避を行っている。

### 特急「南紀」
河原田駅から伊勢鉄道伊勢線経由で紀勢本線に直通し、名古屋と紀伊半島東部を結ぶ特急列車である。HC85系気動車が使われ、1日4往復が運行されている。関西本線内では快速（「みえ」を含む）と停車駅がほぼ同じで所要時間はあまり変わらない。

### 快速「みえ」
河原田駅から伊勢鉄道伊勢線経由で紀勢本線・参宮線に直通し、名古屋と伊勢地区を結ぶ快速列車である。名古屋駅を毎時37分前後頃に発車し、関西本線内は桑名駅・四日市駅に停車する （南四日市駅、河原田駅は通過）。非電化区間に直通するため、キハ75形気動車を使用している。編成両数は1号車の半分を指定席とした2両編成を基本とし、一部列車が1号車を指定席とした4両編成で運転されるが、2010年3月13日改正から2014年12月までは全列車が4両編成での運転で、1号車は指定席となっていた。美濃太田車両区管内のキハ75形とは異なり、3両編成での運用はなくワンマン運転も行われていない。

### 快速
名古屋駅 - 亀山駅間で運行されている。2009年3月14日のダイヤ改正から日中に1時間に1本運行されており、「みえ」と合わせて快速列車が1時間2本体制となっている。四日市駅 - 亀山駅間は各駅に停車する。一部の列車（列車番号の末尾がGの列車）ではワンマン運転を実施している。日中時間帯の列車は四日市駅で伊勢鉄道線の普通列車と相互接続を図っている。1990年3月10日ダイヤ改正で新設され、2009年3月13日までは後述の現在の区間快速が「快速」を名乗っていた。1999年12月4日ダイヤ改正までは桑名駅 - 四日市駅間の途中駅には停車しなかった。編成両数は最大4両編成。

### 区間快速
2009年3月14日のダイヤ改正で「快速」を改称する形で新設された種別であり、停車駅もそのまま引き継いでいた。朝と夕方以降に名古屋駅 - 亀山駅間で運行される。朝は名古屋行き（平日のみ）、夕方以降は亀山行き（全日）の運行である。桑名駅 - 亀山駅間は各駅に停車する。ワンマン運転は行われておらず、すべて車掌が乗務する。編成両数は最大で4両編成。
2022年3月12日のダイヤ改正より、八田駅・春田駅が停車駅に追加され、通過駅が永和駅・長島駅のみとなった。

### 普通
全区間ですべての駅に停車する。名古屋駅 - 桑名駅・四日市駅・亀山駅間の運行である。日中時間帯は名古屋駅 - 四日市駅間の列車が1時間に2本設定され、朝夕・深夜には桑名駅や亀山駅発着の列車も設定されており、一部列車はワンマン運転を実施している。編成両数は2両編成を基本とし、最長4両編成である。
このほかに四日市駅 - 河原田駅間では、伊勢鉄道伊勢線経由津駅発着の列車（伊勢鉄道の車両を使用）が1時間に1本程度設定されている。伊勢鉄道の車両による普通列車はすべて1両編成のワンマン運転である。

### 過去の列車
急行「かすが」
2006年3月17日まで、名古屋駅 - 亀山駅 - 奈良駅間で運行されていた。1999年まではキハ58・65形で運転され、その後は廃止時までキハ75形で運転されていた。
ホームライナー四日市
1996年3月16日改正から平日朝に四日市発名古屋行きが1本運行されていたが、2011年3月12日のダイヤ改正により廃止され、以後は快速「みえ」2号が同時刻に運行されるようになった。特急用のキハ85系で運転されていた。

## 使用車両
以下では名古屋駅 - 亀山駅間で使用されてきた旅客車両を列挙する。基本的に、電化区間である名古屋駅 - 亀山駅間のみで運行される列車には電車が、非電化区間である伊勢鉄道線・紀勢本線に直通する列車には気動車（ディーゼルカー）が使用される。

### 現用車両
電車は神領車両区所属、気動車は名古屋車両区所属の車両が使用されている。また、定期列車に使用されている全ての車両（特急用のHC85系と伊勢鉄道のイセIII型を除く）が片側3扉であり、トイレを備えている。2022年3月12日のダイヤ改正以降は211系の運用が一旦消滅しており、電車が使用される普通・区間快速・快速は全て神領車両区所属の313系で運転されていた。2023年6月より315系が当区間で営業運転を開始した。2023年10月より211系5000番台4両編成が当区間で営業運転を復活したが同年冬に運用を終了し、現在は313系及び315系で運行される。なお、315系は朝夕ラッシュのみの運用である。

#### 自社車両

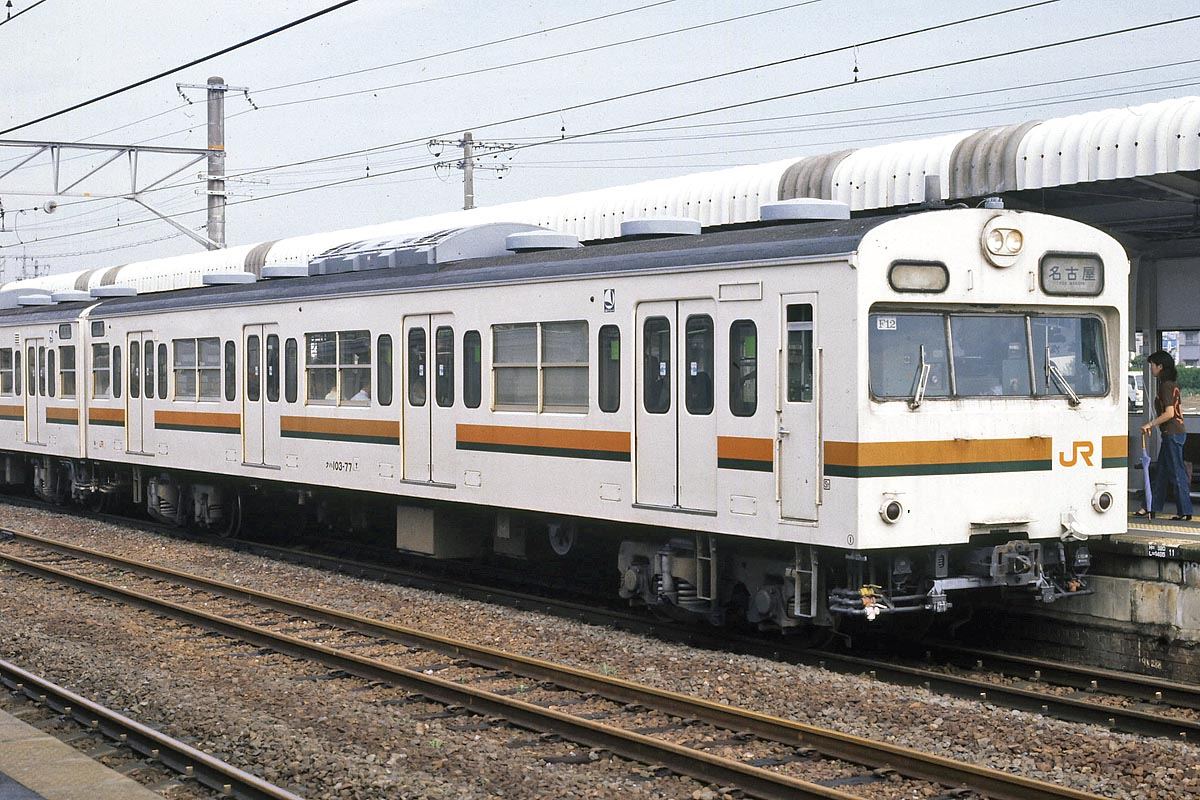
103系
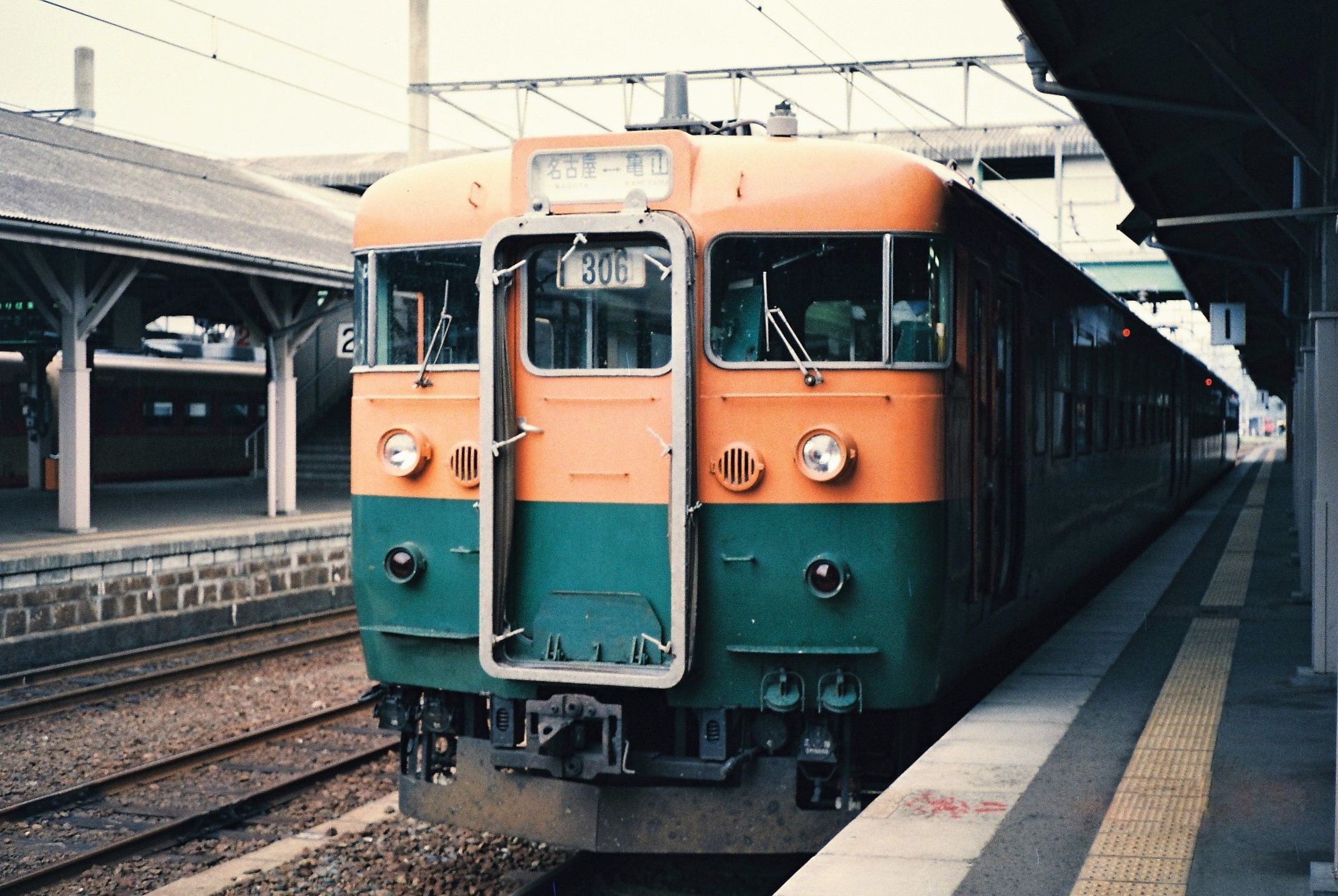
165系
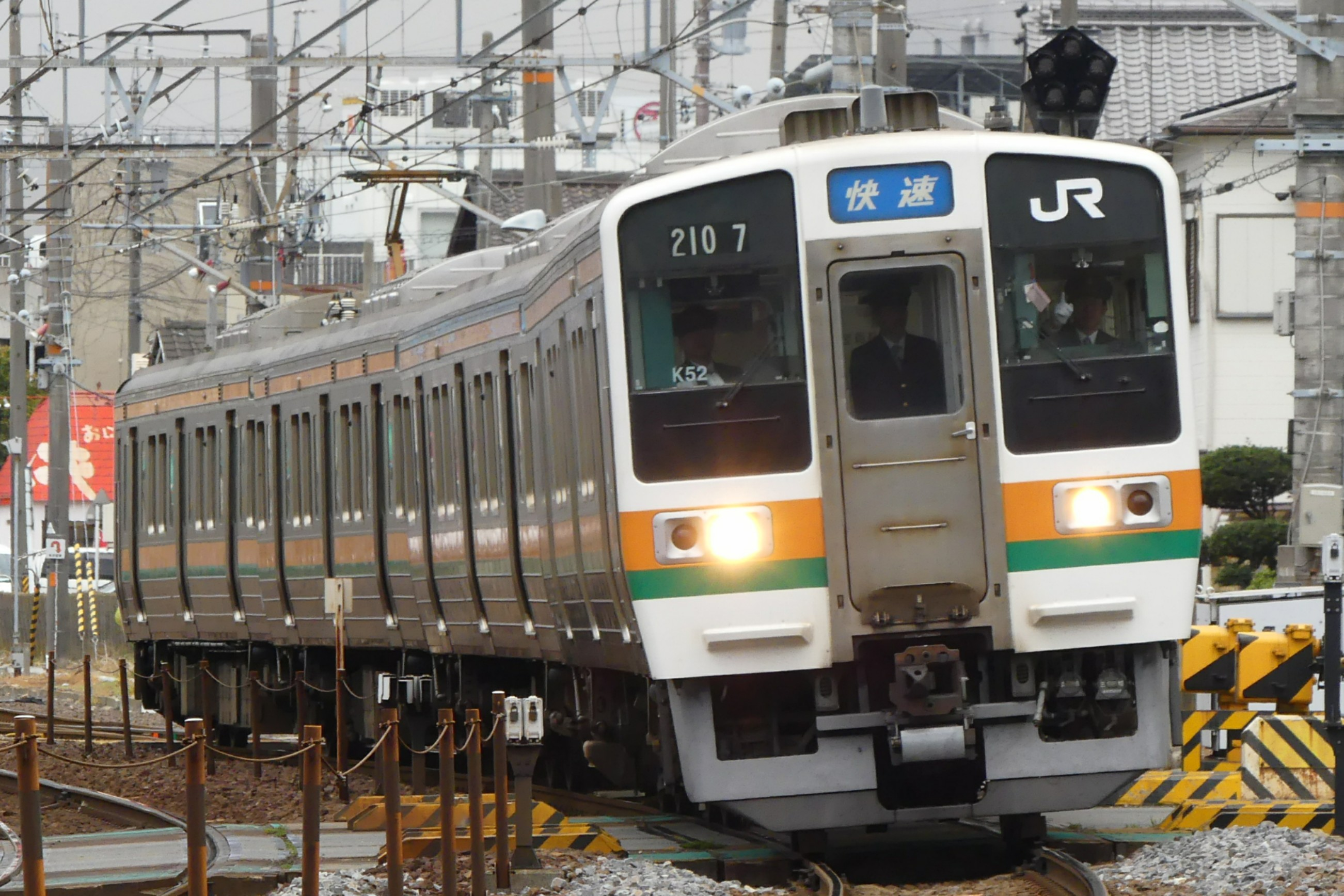
211系
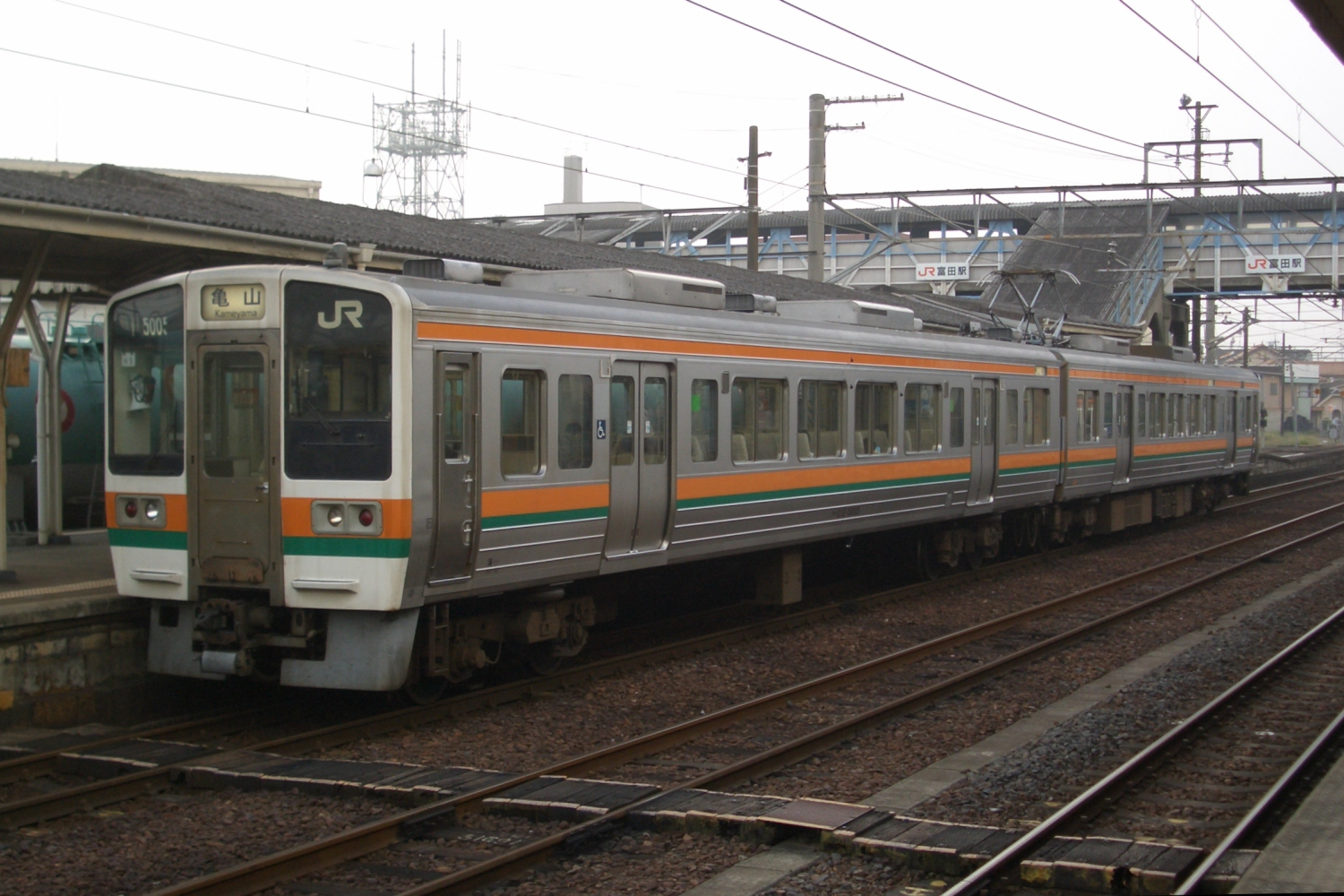
213系
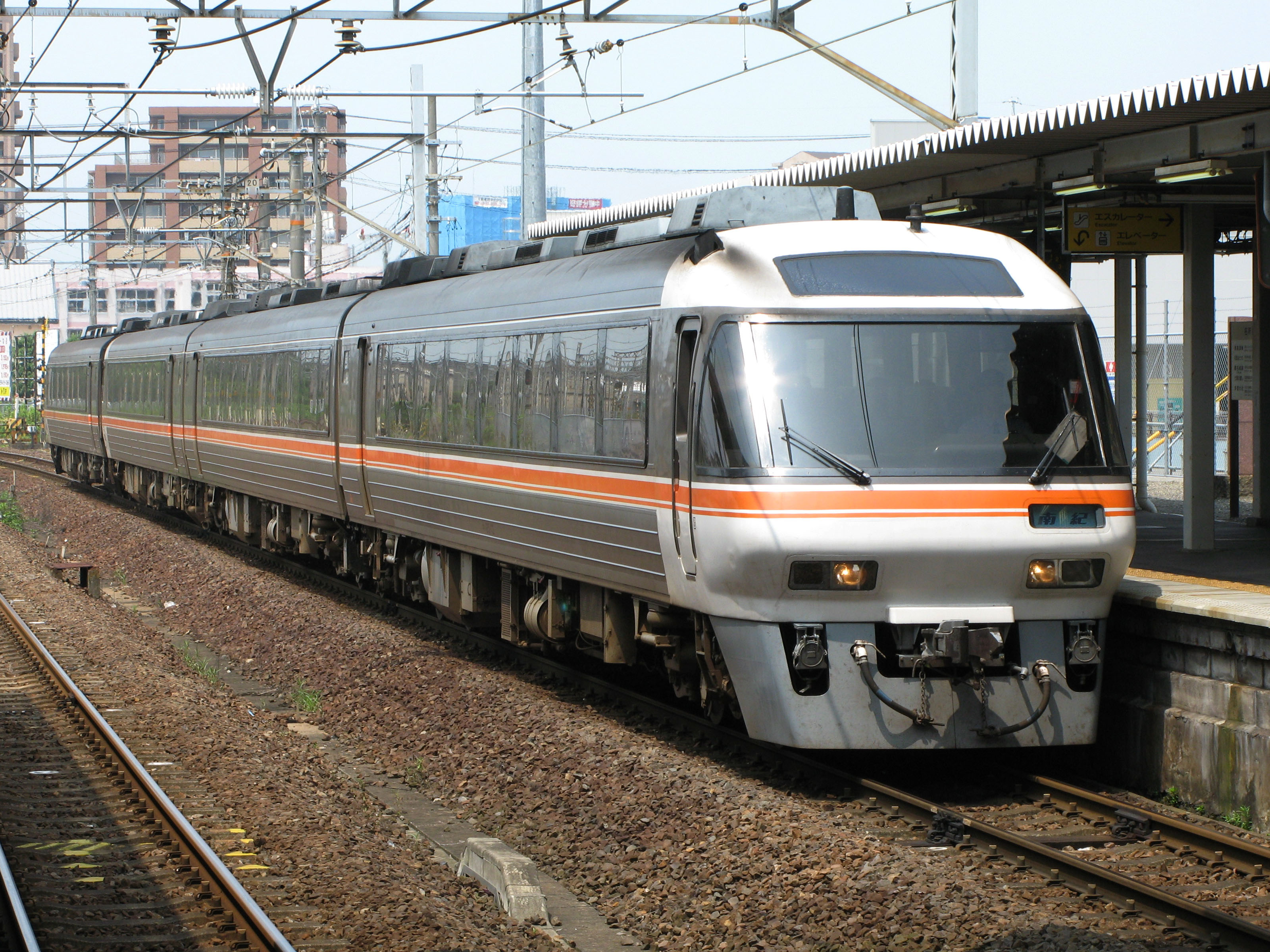
キハ85系

315系電車
4両編成の3000番台のみがラッシュ時の普通・区間快速・快速で使用されている。313系との連結運転も可能であるが、連結運転は行わず4両単独で運用される。車内はオールロングシートでトイレが設置されている。安全確認カメラを用いたワンマン運転に対応するが、現時点では車掌が乗務して運用されている。
313系電車
2024年3月現在はワンマン運転用機器と転換クロスシートを備えた2両編成の1300番台B500編成のみが2両編成単独または2両編成同士を連結した4両編成で普通列車・区間快速・快速で運用されており、ワンマン運転の2両編成は全列車が本番台で運用されている。
かつては4両編成転換式クロスシートの1100番台も運用に入っていた。同様の設備を持つ1000番台も共通で運用されていたが、2023年5月までに全3編成が大垣車両区へ転属した。
2012年4月まではセミクロスシートを備えた2両編成の3000番台も使用されていたが、119系を置き換えるために大垣車両区へ転属し、当線からは撤退した。
2022年3月12日のダイヤ改正までは、3両編成の1500番台・1600番台・1700番台も使用されていたが、当線からは撤退し、大垣車両区へ転属した。
元「セントラルライナー」車である8000番台についても2022年3月5日から3月11日まで3両編成単独で普通列車・区間快速・快速として運用されたことがあった。8000番台は当線区での運用終了後、静岡車両区に転属した。
HC85系特急型車両
2023年7月から特急「南紀」で運用されている。
キハ75形気動車
転換式クロスシートを備える2両編成。名古屋車両区に配置された0・100番台と200・300番台が2両単独ないしは2編成連結の4両編成で快速「みえ」で運用されているが、まれに美濃太田車両区配置の1200・1300・3200・3300・3400・3500番台も運用されることがある。現在、関西本線内のみの運用はないが、313系投入前はラッシュ時に線内のみの運用が存在した。1999年から2006年までは急行「かすが」でも運用されていた。関西本線では定期列車で3両編成が運用されることはないが、F1グランプリ開催などに伴う臨時列車で3両編成が運用されることがある。関西本線で定期運用されるキハ75形はワンマン運転には対応しない。
他の一般形気動車については、キハ25形は関西本線での定期運用はなく、紀勢本線・参宮線への送り込み回送やF1グランプリなどの臨時列車で運用される。キハ11形も定期運用はなく基本的に名松線への送り込み回送として関西本線を通過している。

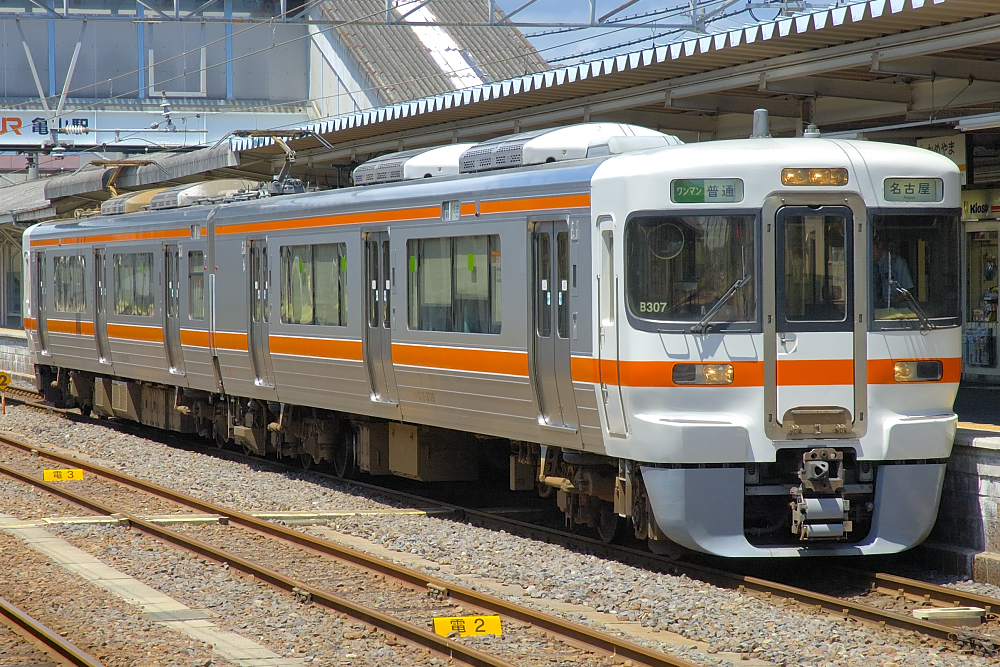
313系
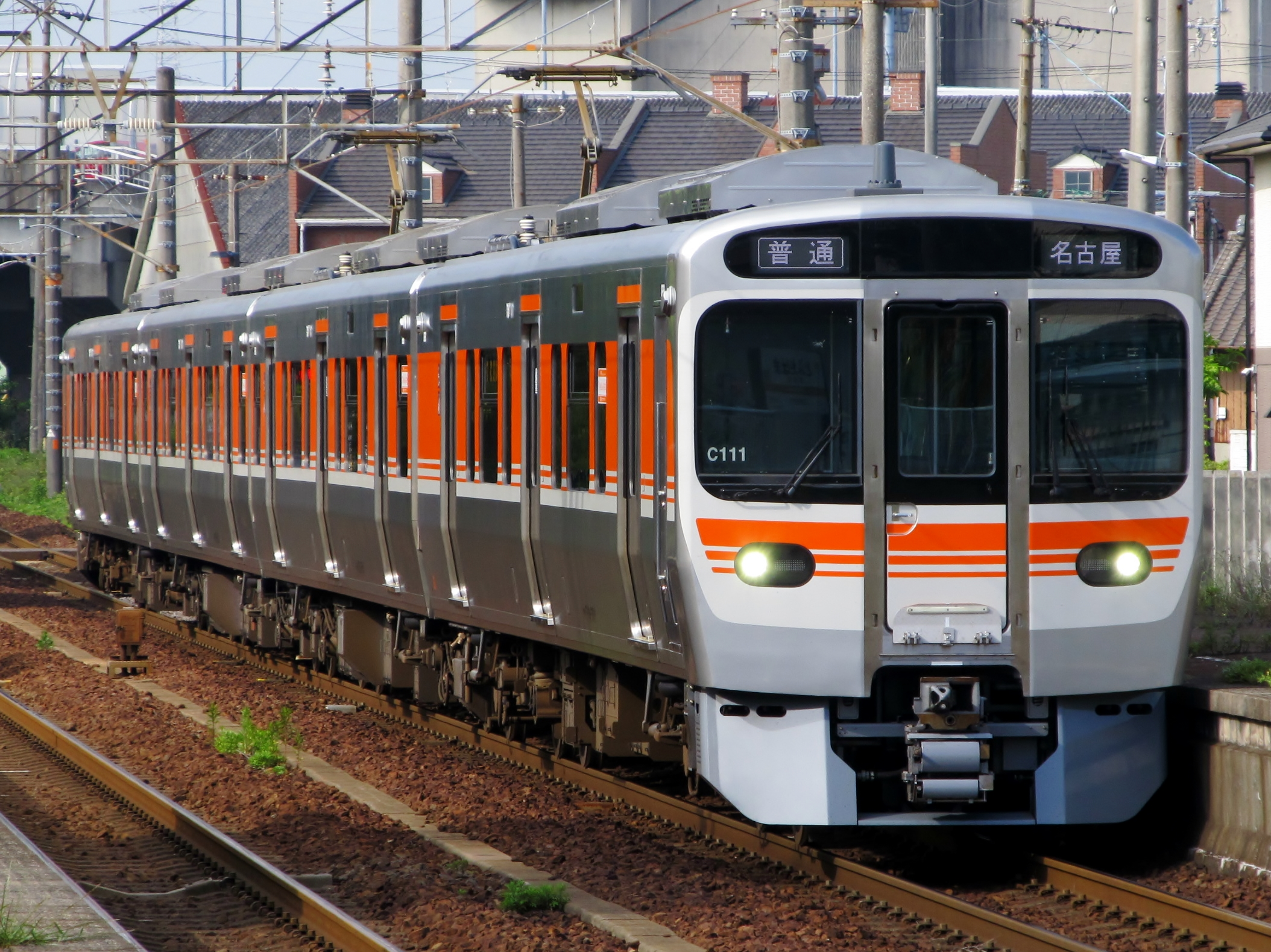
315系
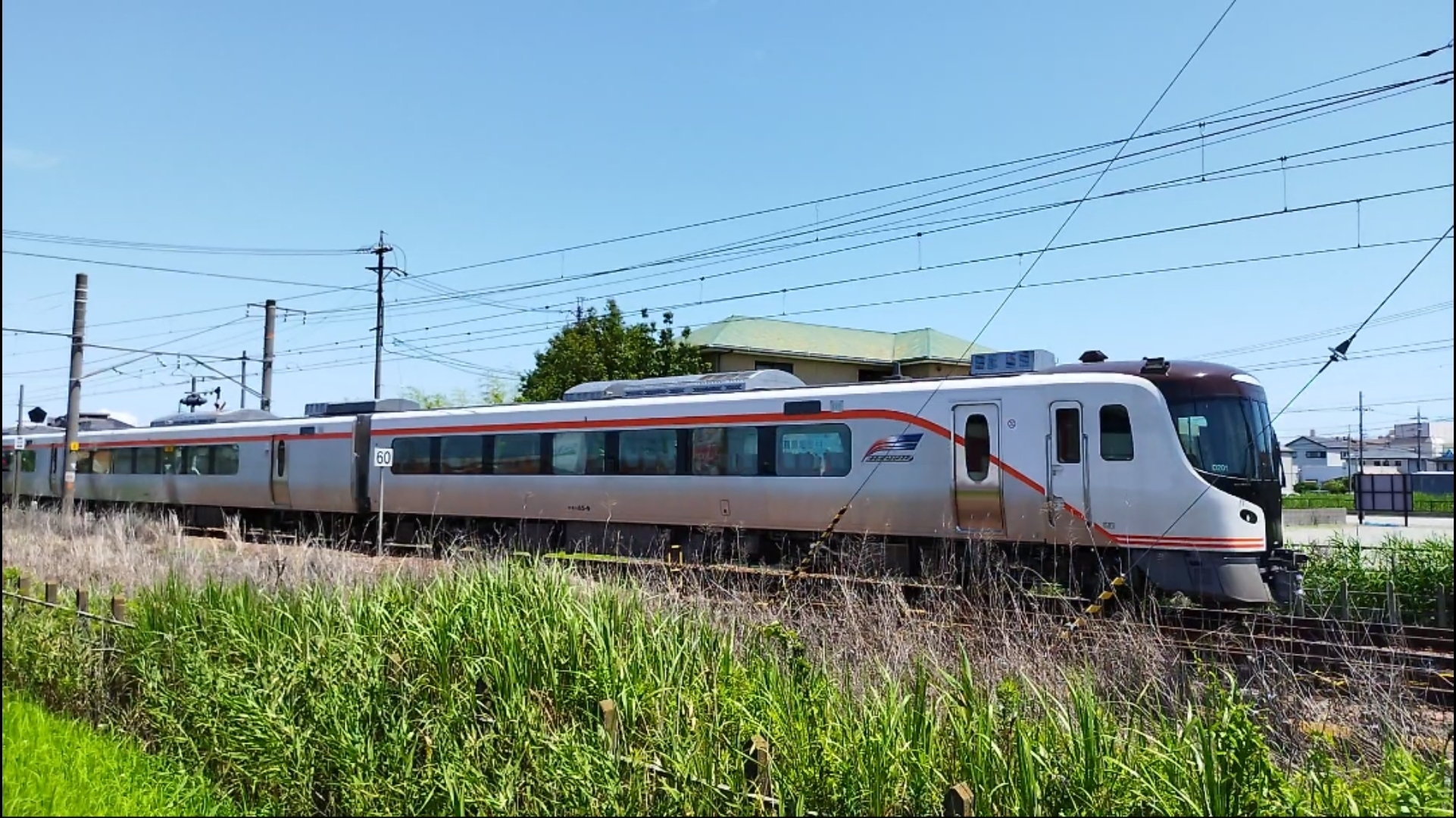
HC85系
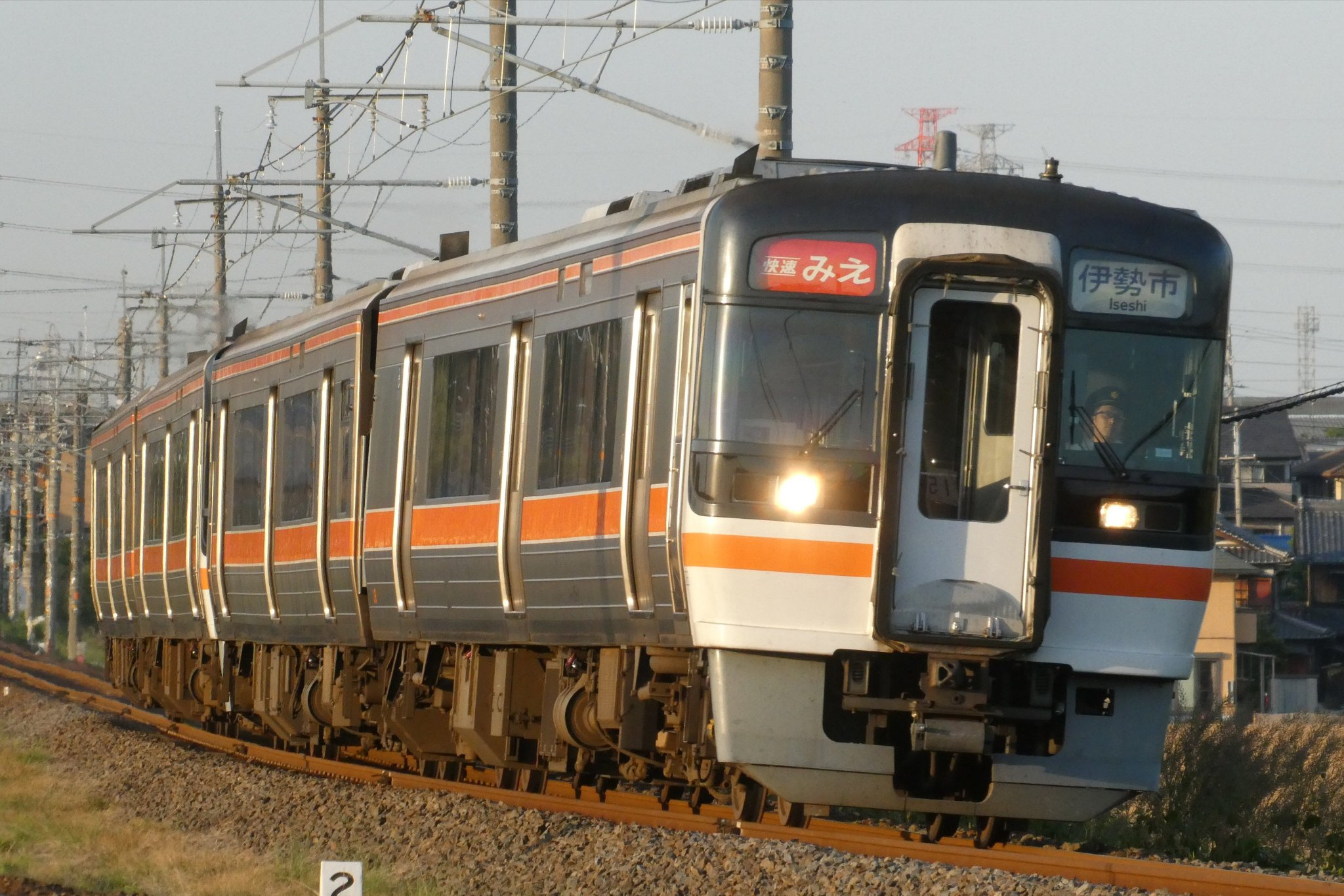
キハ75形

#### 乗り入れ車両
以下の伊勢鉄道の車両が伊勢鉄道伊勢線から河原田駅 - 四日市駅間に乗り入れている。
イセIII型気動車
2003年から運転されている。JR東海の車両とは異なり定期列車で連結運転は行わず全て1両編成である。ワンマン運転を行っている。片側に2扉を有する。トイレはない。

### 過去の車両
本節ではJR発足後まで使用されたもののみ記載する。

#### 自社車両
103系電車
片側4扉で全席ロングシートを備えた通勤形電車。1996年3月のダイヤ改正から1999年12月のダイヤ改正まで、ラッシュ時の一部の普通列車として、3両で運用されていた。
113系電車
片側3扉の近郊形電車。
165系電車
片側2扉の急行形電車。1999年7月13日まで、ラッシュ時の関西線で使用されていた。213系が登場するまでは終日運用されていた。
211系電車
2022年3月12日のダイヤ改正まで、4両組成の0番台ないし5000番台がラッシュ時の普通、区間快速、快速列車で使用されていた。0番台は2022年3月5日で、5000番台は2022年3月12日のダイヤ改正で当線から一時撤退した。かつてはトイレなし5000番台3連も入線していた。なお、2011年の転属以降0番台は当線限定運用であった。
その後は、しばらく313系2両・4両クロスシート車のみの運用であったが、後継の315系投入間もなく混雑解消のため、315系の追加増備までの中継ぎとして2023年10月より、中央本線で余剰となった5000番台4両編成が同年冬まで再度営業運転に入った。ワンマン運転に非対応のため、2022年以前・2023年以降問わず朝夕ラッシュ時間帯のみの運用であった。
213系電車
5000番台の2両編成が主にラッシュ時の普通列車・区間快速・快速に使用されていた。片側2扉・転換式クロスシートを備えている。トイレはなかったが、2011年4月からバリアフリー対応トイレが設置された。
1999年12月ダイヤ改正までは、日中時間帯の普通列車にも運用されていた。一部は2編成連結の4両編成や211系を連結した5両編成でも運転されていたが、2011年10月1日をもって同線から撤退した。
キハ58系・キハ65形気動車
片側2扉の急行形気動車。1999年まで関西線の臨時の快速「みえ」で使用されていた。1993年にキハ75形が登場するまでは定期運行の「みえ」にも使用され、これには主にカミンズ製の大出力エンジン（DMF14）への換装や内装のグレードアップが施された5000番台が使用されていた。また、1999年までは急行「かすが」にも使用されていた。
キハ82系気動車
特急「南紀」で1992年3月まで運用されていた。快速「みえ」の運転開始前に運転されていた「ホームライナーみえ」としても運用されていた。
キハ85系気動車
1992年3月から2023年6月まで特急「南紀」で運用されていた。「ホームライナー四日市」としても運用されていた。
- 103系
- 165系
- 211系
- 213系
- キハ85系

#### 乗り入れ車両
以下の伊勢鉄道の車両が伊勢鉄道伊勢線から河原田駅 - 四日市駅間に乗り入れていた。
イセI型・イセII型気動車
イセI型は第三セクター鉄道として伊勢鉄道が開業した1987年から2004年まで、イセII型は1989年から2005年まで運転された。

## 関西線名古屋地区の列車の沿革
ここでは、名古屋駅 - 亀山駅間の電化後の普通列車・快速列車の沿革について記述する。
- 1982年（昭和57年）5月：名古屋駅 - 亀山駅間電化。客車や気動車（ディーゼルカー）による列車を新製した113系電車に置き換え。日中の運行本数は電化前の2 - 3時間に1本から、名古屋駅毎時00分発の毎時1本とする。これにより改正後1年間の乗客数は20%増加した[18]。
- 1985年（昭和60年）3月14日：165系電車に置き換えられる。
- 1987年（昭和62年）4月1日：国鉄分割民営化により東海旅客鉄道（JR東海）の経営となる。
- 1989年（平成元年）3月11日：213系電車の運用を開始。名古屋駅 - 四日市駅間を毎時2本に増発。
- 1990年（平成2年）3月10日：伊勢鉄道線経由紀勢本線直通の快速「みえ」の運行を開始。1日9往復の運行で、車両はキハ58形・65形気動車を使用。日中は1時間あたり快速「みえ」1本・普通2本となる。朝夕ラッシュ時には快速（愛称なし）・普通の増発が行われる。快速の当時の途中停車駅は蟹江・弥富・桑名・四日市 - 亀山間の各駅。
- 1991年（平成3年）3月16日：快速「みえ」を1日12往復に増発。夕ラッシュ時に4本増発。
- 1993年（平成5年）8月1日：快速「みえ」にキハ75形気動車を導入し、最高速度を120km/hに向上[19]。富田浜駅 - 四日市駅間が複線化され（7月24日）、八田駅 - 蟹江駅間には春田信号場を設置[19]。
- 1994年（平成6年）12月3日：快速「みえ」の定期列車がすべてキハ75形に統一。
- 1996年（平成8年）3月16日：朝ラッシュ時に特急「南紀」用のキハ85系気動車による「ホームライナー四日市」を設定。
- 1999年（平成11年）12月4日：313系電車が投入され、日中の列車が同系列に置き換わる。103系・165系電車の運用を終了。快速を桑名駅 - 四日市駅（ - 亀山駅）間各駅停車とする。朝ラッシュ時に快速を増発し、快速とホームライナーをあわせて15分間隔とする[10]。
- 2001年（平成13年）
  - 1月14日：列車集中制御装置（CTC）を導入[20]。また、同年3月までに自動進路制御装置（PRC）も設置[20]。
  - 3月3日：春田信号場に旅客駅を設置し春田駅となる[21]。昼間時間帯のワンマン運転を開始[4][注 4]。
- 2006年（平成18年）3月18日：夜間の列車を増発し、下り普通3本を快速に変更。
- 2009年（平成21年）3月14日：日中に名古屋駅 - 亀山駅間の快速を毎時1本設定し、1時間当たり快速「みえ」1本・亀山駅発着快速1本・普通2本の体勢とする。従来のラッシュ時の快速を区間快速に変更。
- 2011年（平成23年）
  - 3月12日：快速「みえ」を1往復増発し、全列車2両編成から4両編成に増強。これに伴い「ホームライナー四日市」を廃止[5]。
  - 10月：313系3000番台電車が転換クロスシート仕様の1300番台に置き換えられる。213系電車の運用が終了し、全列車3ドア車での運用となる。
- 2018年（平成30年）3月：駅ナンバリング及びラインカラーを導入。当路線の路線コードは「CJ」、ラインカラーはターコイズブルー[22]。
- 2022年（令和4年）3月12日：ダイヤ改正により、区間快速が八田駅・春田駅に停車[11]。特急を除く線内の3両・5両編成による運転が終了。
- 2023年（令和5年）6月1日：315系電車が運用を開始[23]。

## 駅一覧
この節では、名古屋駅 - 亀山駅間の設置駅と営業キロ・接続路線・停車列車を一覧で示し、また過去に存在した接続路線についても列挙する。なお廃止となった駅・信号場については「関西本線#廃駅」を参照。
- 名：特定都区市内制度における「名古屋市内」エリアの駅
- 停車駅
  - 普通：すべての旅客駅に停車
  - 快速（各種）：●印の駅は停車、｜印の駅は通過
  - 特急：「南紀」参照（関西線内は快速「みえ」と停車駅同じ）
- 接続路線 ： 駅名が異なる場合は括弧内に駅名を示す。
- 線路 ： ||は複線区間、◇は単線区間（全駅・信号場とも列車交換可能）、∧はこれより下は複線、∨はこれより下は単線であることを表す。
- 駅番号は2018年3月より導入[22]。

| 駅番号 | 駅名        | 営業キロ | 営業キロ | 区間快速 | 快速 | 快速みえ       | 接続路線 | 線路 | 所在地 | 所在地        | 所在地        |
| 駅番号 | 駅名        | 駅間     | 累計     | 区間快速 | 快速 | 快速みえ       | 接続路線 | 線路 | 所在地 | 所在地        | 所在地        |
| ------ | ----------- | -------- | -------- | -------- | ---- | -------------- | --- | ---- | ------ | ------------- | ------------- |
| CJ00   | 名古屋駅 名 | -        | 0.0      | ●        | ●    | ●              | 東海旅客鉄道： 東海道新幹線・CA 東海道本線 (CA68)・CF 中央本線 (CF00) 名古屋臨海高速鉄道：●AN あおなみ線 (AN01) 名古屋市営地下鉄： 東山線 (H08)・ 桜通線 (S02) 名古屋鉄道：NH 名古屋本線（名鉄名古屋駅：NH36） 近畿日本鉄道：E 名古屋線（近鉄名古屋駅：E01） | \|\| | 愛知県 | 名古屋市      | 中村区        |
|        | 笹島信号場  | -        | 1.8      | ｜       | ｜   | ｜             | 名古屋臨海高速鉄道：西名古屋港線〈乗り換え不可〉 | ∨    | 愛知県 | 名古屋市      | 中村区        |
| CJ01   | 八田駅 名   | 3.8      | 3.8      | ●        | ｜   | ｜             | 名古屋市営地下鉄： 東山線 (H02) 近畿日本鉄道：E 名古屋線（近鉄八田駅：E05） | ◇    | 愛知県 | 名古屋市      | 中村区        |
| CJ02   | 春田駅 名   | 3.7      | 7.5      | ●        | ｜   | ｜             | | ◇    | 愛知県 | 名古屋市      | 中川区        |
| CJ03   | 蟹江駅      | 1.8      | 9.3      | ●        | ｜   | ｜             | | ◇    | 愛知県 | 海部郡 蟹江町 | 海部郡 蟹江町 |
| CJ04   | 永和駅      | 2.9      | 12.2     | ｜       | ｜   | ｜             | | ◇    | 愛知県 | 愛西市        | 愛西市        |
|        | 白鳥信号場  | -        | 14.0     | ｜       | ｜   | ｜             | | ◇    | 愛知県 | 弥富市        | 弥富市        |
| CJ05   | 弥富駅      | 4.2      | 16.4     | ●        | ｜   | ｜             | 名古屋鉄道：TB 尾西線 (TB11) | ∧    | 愛知県 | 弥富市        | 弥富市        |
| CJ06   | 長島駅      | 3.2      | 19.6     | ｜       | ｜   | ｜             | | \|\| | 三重県 | 桑名市        | 桑名市        |
| CJ07   | 桑名駅      | 4.2      | 23.8     | ●        | ●    | ●              | 近畿日本鉄道：E 名古屋線 (E13) 養老鉄道：養老線 三岐鉄道：H 北勢線（西桑名駅） | ∨    | 三重県 | 桑名市        | 桑名市        |
|        | 朝明信号場  | -        | 25.4     | ｜       | ｜   | ｜             | | ∧    | 三重県 | 桑名市        | 桑名市        |
| CJ08   | 朝日駅      | 4.7      | 28.5     | ●        | ｜   | ｜             | | \|\| | 三重県 | 三重郡 朝日町 | 三重郡 朝日町 |
| CJ09   | 富田駅      | 3.2      | 31.7     | ●        | ｜   | ｜             | 三岐鉄道：S 三岐線（貨物線） | ∨    | 三重県 | 四日市市      | 四日市市      |
| CJ10   | 富田浜駅    | 1.3      | 33.0     | ●        | ｜   | ｜             | | ∧    | 三重県 | 四日市市      | 四日市市      |
| CJ11   | 四日市駅    | 4.2      | 37.2     | ●        | ●    | ●              | 日本貨物鉄道：関西本線貨物支線（塩浜駅方面） | ∨    | 三重県 | 四日市市      | 四日市市      |
| CJ12   | 南四日市駅  | 3.2      | 40.4     | ●        | ●    | ｜             | | ∧    | 三重県 | 四日市市      | 四日市市      |
| CJ13   | 河原田駅    | 3.7      | 44.1     | ●        | ●    | ｜             | 伊勢鉄道：■伊勢線 (3) | ∨    | 三重県 | 四日市市      | 四日市市      |
| CJ14   | 河曲駅      | 3.4      | 47.5     | ●        | ●    | 伊勢鉄道線経由 | | ◇    | 三重県 | 鈴鹿市        | 鈴鹿市        |
| CJ15   | 加佐登駅    | 3.4      | 50.9     | ●        | ●    | 伊勢鉄道線経由 | | ◇    | 三重県 | 鈴鹿市        | 鈴鹿市        |
| CJ16   | 井田川駅    | 4.4      | 55.3     | ●        | ●    | 伊勢鉄道線経由 | | ◇    | 三重県 | 亀山市        | 亀山市        |
| CJ17   | 亀山駅      | 4.6      | 59.9     | ●        | ●    | 伊勢鉄道線経由 | 東海旅客鉄道：■紀勢本線 西日本旅客鉄道： 関西本線（加茂方面） | ◇    | 三重県 | 亀山市        | 亀山市        |

1. ↑  伊勢鉄道の普通列車は平日朝の一部除き四日市駅まで乗り入れる。

### 過去の接続路線
- 桑名駅：桑名電軌 - 1944年1月10日廃止